# 八宝飯
八宝飯（はっぽうはん、繁体字: 八寶飯、簡体字: 八宝饭、拼音: bābǎofàn パーパオファン、パーポーファン）は中華料理の一品。もち米と多くの食材を組み合わせて蒸しあげたものであり、八宝米（繁体字: 八寶米、簡体字: 八宝米、拼音: bābǎomǐ パーパオミー）とも呼ばれる。上海料理の八宝飯は甜点心に分類され、もち米も甘く炊かれ、ドライフルーツやナッツなどを飾り付ける。他方、広東料理や四川料理の八宝飯には、焼き肉やベーコン、ソーセージ、ピーナッツなどが入ることもある。多くは慶事の際に食べられる。
豚ひき肉、ハム、椎茸、タケノコを入れて作った八宝飯を内臓を抜いたアヒルや鶏の腹に詰めて酒や醤油で煮込んだ料理を八宝全鴨、八宝全鶏と呼ぶ。
日本人には、その字面から八宝菜や中華丼からの類推で、丼物と勘違いされることも多いが、全く異なる。
レシピの例
1. もち米に、ハスの実、ナツメ、干しアンズ、ドライフルーツ、梅の砂糖漬けなどを混ぜ込む。
2. 小豆の餡子を上記のもち米で包み、強火で蒸す。
3. 蒸しあがったもち米に氷砂糖を溶かして作った蜜をかける。

## その他
- 中国初の有人宇宙飛行を行った神舟5号には、宇宙食として八宝飯、魚香肉絲、宮保鶏丁といった中華料理が用意されていた[4]。